# Geiselgasteig
Geiselgasteig [ˌɡaɪ̯⁠zəlˈɡastaɪ̯⁠k] ist ein Gemeindeteil der bayerischen Gemeinde Grünwald im Landkreis München.

## Geographie
Die Stadtrandsiedlung liegt am Hochufer der Isar im Norden der Gemeinde und grenzt damit unmittelbar an den Stadtteil Harlaching der Landeshauptstadt München. Nach Westen wird der Ortsteil von der Isar begrenzt. 

## Filmstadt
Geiselgasteig hat durch die Bavaria Film Bekanntheit als „bayerisches Hollywood“ erlangt. Heute ist vor allem die Bavaria Filmstadt eines der meistbesuchten Ausflugsziele des Münchner Umlands und die bekannteste Sehenswürdigkeit des Ortsteils. 
Durch die Nähe zu den Filmstudios beherbergt dieser Ortsteil viel Prominenz und hat daher Grünwald den Ruf eines Nobel- und Villenortes eingebracht.

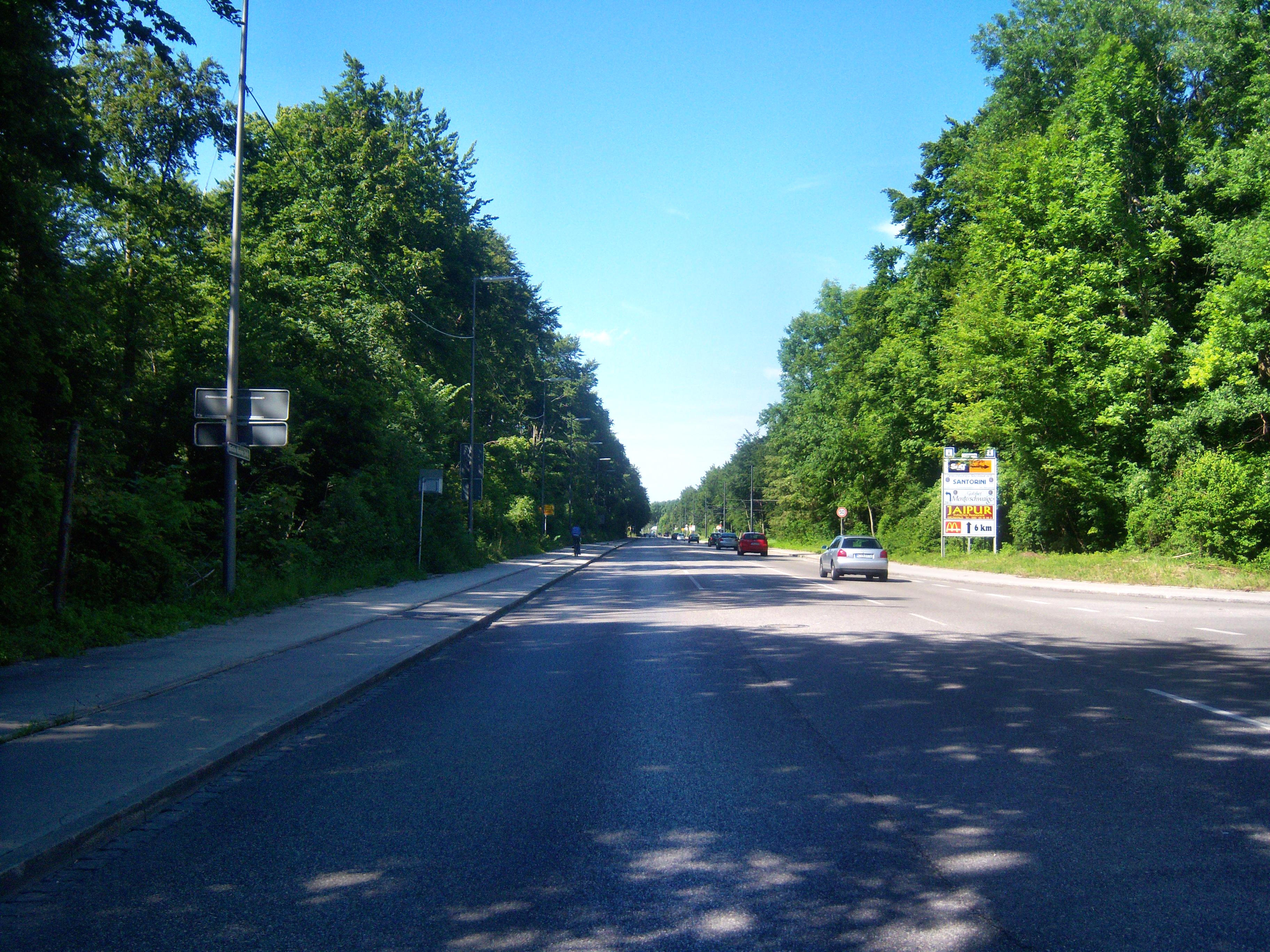
Ausfahrt von Geiselgasteig auf der Staatsstraße 2072 nach München

Die Bavaria Film wurde 1907 durch Peter Ostermayr als EmElKa – Münchner Lichtspielkunst AG gegründet. Das Gelände in Geiselgasteig wurde 1919 erworben, nachdem die EmElKa zunächst in der Nähe des Stachus residierte.
Ehemalige bzw. aktuelle Bewohner des Nobelvorortes: Carolin Reiber, Senta Berger, Wolf Feller, Uschi Glas, Max Greger, Helmut Jedele, Stefan Jedele, Alice und Ellen Kessler, Manfred Köhnlechner, Ruth Niehaus, Eva Pflug, Ciriaco Sforza (und viele andere Fußballer des FC Bayern München). Auch Rudolph Moshammer lebte zuletzt in einer Geiselgasteiger Villa.